# Штајерберг
Штајерберг (њем. Steyerberg) општина је у њемачкој савезној држави Доња Саксонија. Једно је од 36 општинских средишта округа Нинбург (Везер). Према процјени из 2010. у општини је живјело 5.321 становника. Посједује регионалну шифру (AGS) 3256030.

## Географски и демографски подаци
Штајерберг се налази у савезној држави Доња Саксонија у округу Нинбург (Везер). Општина се налази на надморској висини од 27 метара. Површина општине износи 101,9 km². У самом мјесту је, према процјени из 2010. године, живјело 5.321 становника. Просјечна густина становништва износи 52 становника/km².